# جولا توروك
جولا توروك (بالمجرية: Török Gyula)‏ (24 يناير 1938 – 12 يناير 2014) هو ملاكم مجري راحل، مثّل بلاده في الألعاب الأولمبية الصيفية 1960 وحقق الميدالية الذهبية في فئة وزن الذبابة.

## روابط خارجية
جولا توروك على موقع أوليمبيديا (الإنجليزية)